# Gui Zibouk
Gui Zibouk (auch: Guizibouk, Gouzoubouk) ist ein Dorf in der Stadtgemeinde Gouré in Niger.

## Geographie

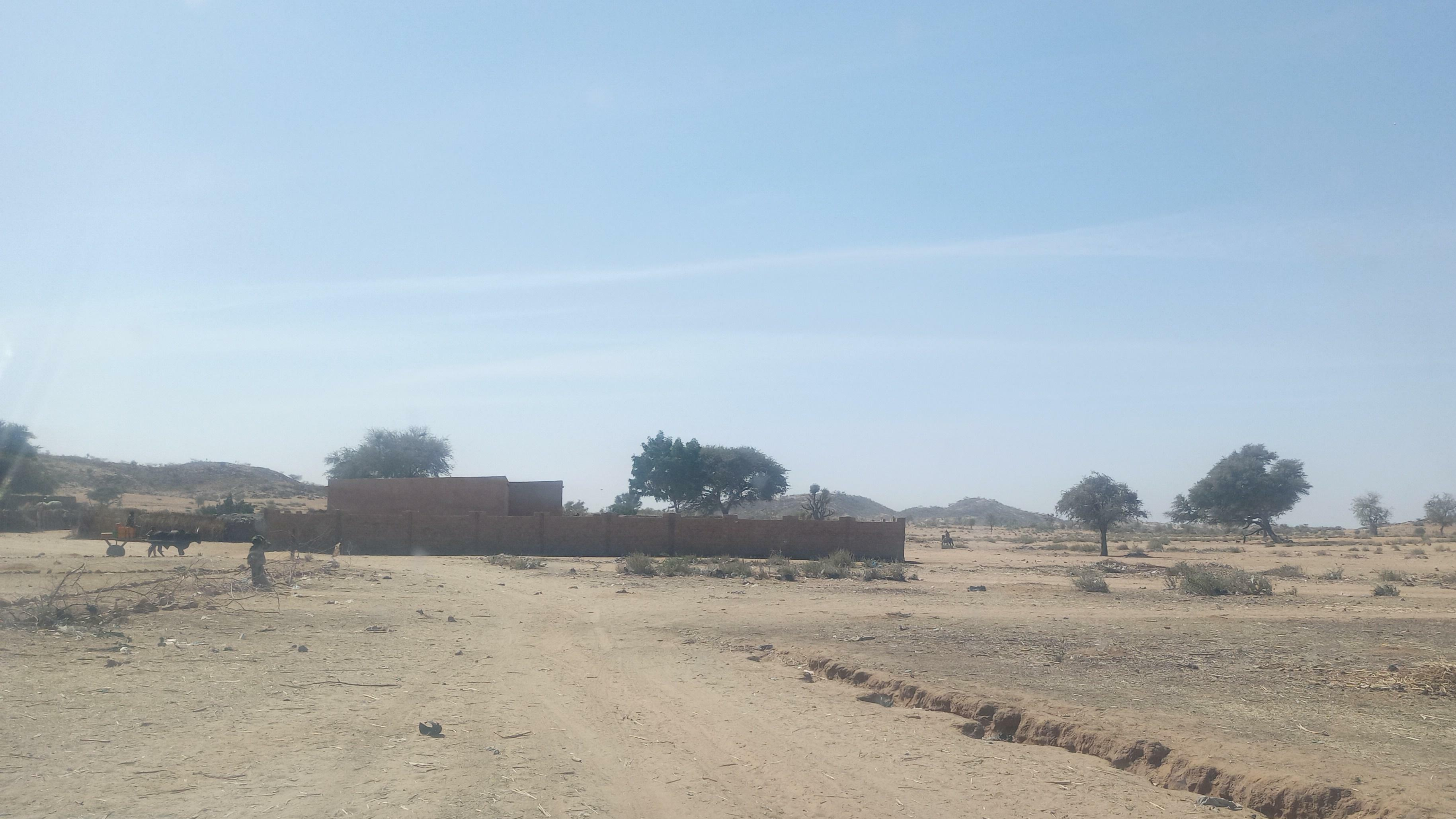
Gui Zibouk (2023)

Das von einem traditionellen Ortsvorsteher (chef traditionnel) geleitete Dorf liegt in der Landschaft Mounio. Es befindet sich rund 37 Kilometer südlich des Stadtzentrums von Gouré, dem Hauptort des gleichnamigen Departements Gouré in der Region Zinder. Zu den Siedlungen in der näheren Umgebung von Gui Zibouk zählen Abbari im Nordwesten, Bassori und Karguéri im Südosten sowie Bouné und Gazabalé im Südwesten.
Es herrscht das Klima der Sahelzone vor, mit einer durchschnittlichen jährlichen Niederschlagsmenge zwischen 300 und 400 mm.

## Bevölkerung
Bei der Volkszählung 2012 hatte Gui Zibouk 736 Einwohner, die in 133 Haushalten lebten. Bei der Volkszählung 2001 betrug die Einwohnerzahl 929 in 185 Haushalten und bei der Volkszählung 1988 belief sich die Einwohnerzahl auf 1175 in 252 Haushalten.
Die Bevölkerungsdichte in diesem Gebiet ist mit über 100 Einwohnern je Quadratkilometer hoch.

## Wirtschaft und Infrastruktur

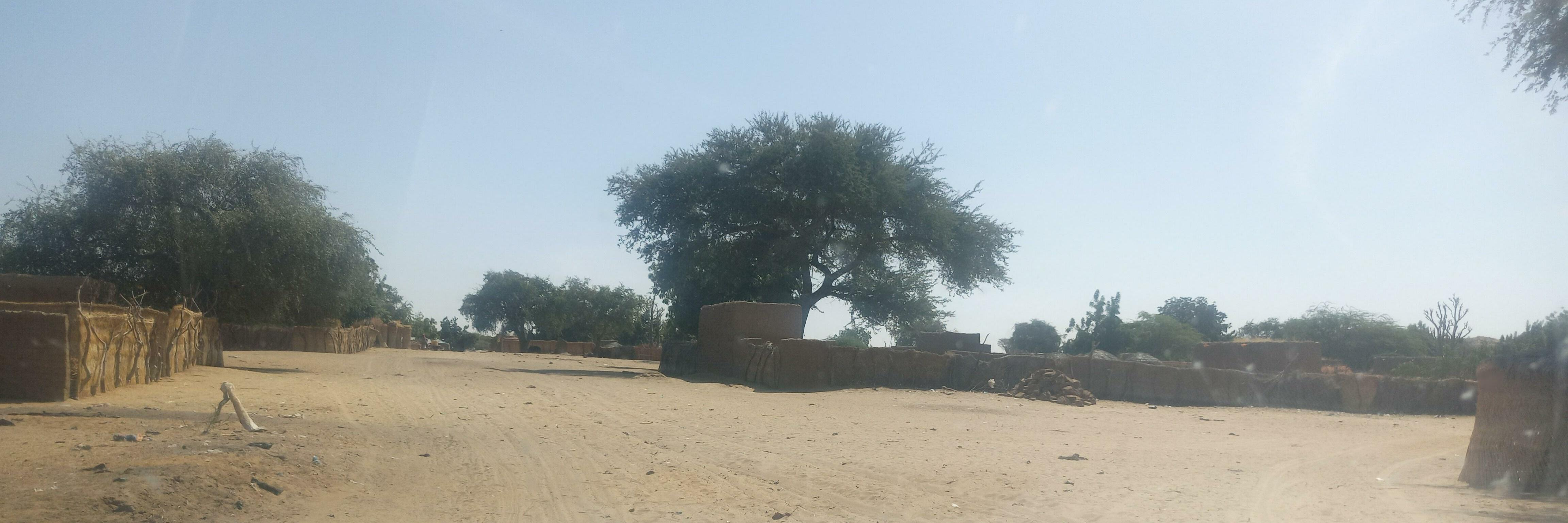
Gui Zibouk (2023)

Das Gebiet der Ebenen im Süden der Region Zinder, in dem Gui Zibouk liegt, ist von einer anhaltenden Degradation der ackerbaulichen Flächen gekennzeichnet, die mit der hohen Bevölkerungsdichte in Zusammenhang steht. Im Dorf wird ein Wochenmarkt abgehalten. Der Markttag ist Donnerstag. Es gibt eine Schule.